# Collado Villalba
Collado Villalba és un municipi de la Comunitat de Madrid. Està envoltada per les muntanyes Abantos (1.754 m), Cuelgamuros, Cabeza Líjar (1.824 m), Puerto de Guadarrama (1.511 m), La Peñota (1.944 m), Puerto de Fuenfría (1.796 m), Siete Picos (2.138 m), Puerto de Navacerrada (1.860 m), La Maliciosa (2.383 m), El Yelmo (1.714 m) i El Estepar (1.404 m).

## Història
Les primeres dades, es remunten al Neolític, fa uns 4.500 – 5.000 anys, quedant com mostra el Dolmen d'Entretérminos, l'aixovar del qual consistia en un punyal, una destral, un ganivet, una punta de llança, dues destrals de pedra lluentada, un ganivet de sílex, una punta de fletxa del mateix material i abundants restes de ceràmica. Posteriorment, es tenen notícies d'assentaments de pobles celtibers, com el poble carpetà, amb dues famílies extenses o clans ben documentades, "Amia Elarig" i "Cantaber Elkisme". Cap al 220 a C, es va experimentar un procés de romanització, que li va donar nom al poble (Villae-Alba) que significa Vila Blanca, a causa de la blancor de la pedra de granit que forma el paisatge de Collado Villalba.
Posteriorment passa a convertir-se en un assentament àrab del que queden voltes de maó i sepultures excavades en roca per a en el segle xi ser reconquistat, i en el segle xiii repoblat pels segovians; més endavant, per decisió del rei Alfons X de Castella, El Savi, va passar a ser un Senyoriu de realeng formant com un llogaret més del conjunt del Real de Manzanares. En 1363 Joan I de Castella fa donació del Real de Manzanares al seu majordom, Pedro González de Mendoza, iniciant un tutelat pels Senyors de Mendoza, en el qual se li concedeix el títol de vilatge, per ordre del tei Felip IV en l'any 1630, unida amb Alpedrete i formant una sola vila. En 1840 finalment se segrega, sent reina Governadora Maria Cristina de Borbó, quarta dona de Ferran VII d'Espanya i mare d'Isabel II. La distant estació de ferrocarril de Rodalies Madrid va donar origen a la creació d'un nou nucli de població en ràpid creixement; així va començar una etapa d'industrialització i creixement econòmic, que al costat de l'arribada de l'aigua en els anys seixanta, es va iniciar un gran moment de desenvolupament en el municipi.

## Festivals de música
Són especialment representatius de Collado Villalba dos festivals de música: Via Jazz i Via Cèltica. La cinquena edició d'aquest últim, referència cultural per als amants de la música cèltica, va tenir lloc en 2006 i va comptar amb la presència d'artistes i grups com Zamburiel, Altan, Milladoiro o Carlos Núñez. Per la seva banda, el Via Jazz, iniciat en l'any 2003, ha comptat amb la presència, entre d'altres, de B. B. King, Gilberto Gil, Carlinhos Brown, Jorge Drexler, Brian Wilson, Elvis Costello, Bob Dylan, Elton John i Caetano Veloso.

## Personatges il·lustres
- Edurne García Almagro (1985), cantant
- Ricardo Gómez (1994), actor